# Padre João
João Carlos Siqueira, conhecido como Padre João, (Urucânia, 28 de fevereiro de 1967) é um sacerdote católico e político brasileiro do estado de Minas Gerais. Padre João atua como deputado federal na Câmara dos Deputados e foi deputado estadual na Assembleia Legislativa de Minas Gerais por dois mandatos. Em outubro de 2022 obteve a eleição para o seu quarto mandato como deputado federal, com 85.718 votos.